# Organo combo
Un organo combo è un tipo di sintetizzatore del tipo a divisore di frequenza, derivato dall'organo positivo, dall'armonium e dalla fisarmonica a transistor.

## Storia e particolarità
Inizialmente fu progettato in Italia e prodotto perlopiù tra gli anni '60 e la fine degli anni '70. Gli organi combo erano così chiamati e classificati dalla cultura popolare per via delle dimensioni ristrette ed ottimali per i tour di gruppi jazz e rock chiamati appunto Combo band. Il concetto dell'organo combo, almeno nel contesto della produzione di massa, era pensato per soddisfare un'ampia domanda di mercato, quando i più ingombranti organi da casa erano già da tempo apparsi nei negozi di strumenti musicali. Questo tipo di invenzione rispondeva quindi all'esigenza di piccole band che avevano bisogno di strumenti dalla facile trasportabilità. Questi organi ebbero un grande impatto sulla scena musicale degli anni '60 e divennero un vero simbolo dell'era del rock and roll.
Gli organi combo erano generalmente costituiti da una tastiera a quattro o cinque ottave, ed alcuni modelli avevano due tastiere a tre o quattro ottave prendendo così il nome di Combo Duo. Un certo numero di controlli di suono erano poi gestibili con dei registri e dei pulsanti di selezione che prendevano il nome dello strumento d'orchestra che imitavano vagamente: "flute", "string" or "horn". Tale nomenclatura era uno standard preso a prestito dalla tradizione dell'organo a canne. Alcuni strumenti consentivano alla tastiera di passare ad ottave più basse, o di aggiungere un pedale per i toni bassi. Gran parte degli organi combo avevano poi il vibrato, ed una gamma limitata di effetti come il tremolo, il pitch o il wah-wah. Un pedale era poi generalmente utilizzato per variare il volume durante l'esecuzione dei brani. Gli organi combo erano generalmente dotati di gambe smontabili che venivano vendute assieme allo strumento.

## Alcuni modelli

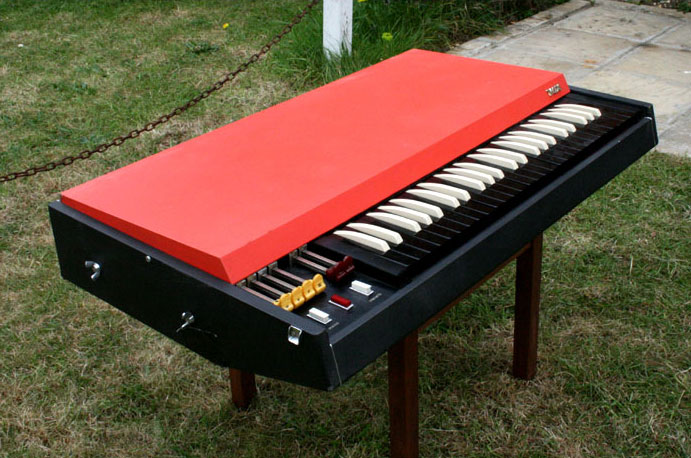
L'organo Vox Continental, utilizzato anche in Light My Fire dei The Doors ed in In-A-Gadda-Da-Vida degli Iron Butterfly.

Alcuni tra i modelli di organo combo più conosciuti comprendevano:
- Vox Continental
- Vox Jaguar
- Farfisa della serie Combo Compact
- Farfisa delle serie Professional, VIP e FAST
- Yamaha delle serie A3 e YC
- Doric Organ
- Ace Tone della serie "TOP"
- Gibson G-101
- Fender Contempo